# Vlag van Heveadorp

De vlag van Heveadorp

De vlag van Heveadorp werd op 14 oktober 2016 door het Nederlandse dorp Heveadorp onthuld toen Heveadorp zijn 100e verjaardag vierde. Er is destijds door de bewonersvereniging en de jubileumcommissie van het dorp besloten om alle inwoners van Heveadorp de vlag cadeau te geven. Zodoende kan eenieder tijdens een evenement de vlag uithangen. De vlag bestaat uit drie banen in het blauw, wit en groen. De witte en groene baan lopen schuin af. De herkomst van de kleuren en de symboliek van de vlag is onbekend.
Acquoy
· Beekbergen-Lieren
· Beemte Broekland
· Bemmel
· Bennekom
· Bredevoort
· Deil
· Doornenburg
· Ederveen
· Elden
· Emst
· Enspijk
· Epse
· Gameren
· Gellicum
· Groenlo
· Harskamp
· Herwijnen
· Heukelum
· Heveadorp
· Hoenderloo
· Kerkdriel
· Klarenbeek
· Kootwijkerbroek
· Laag-Keppel
· Lathum
· Leuvenum
· Loenen
· Loil
· Meteren
· Netterden
· Oosterhuizen
· Radio Kootwijk
· Rumpt
· Schaarsbergen
· Spijk
· Stroe
· Teuge
· Uddel
· Ugchelen
· Vaassen
· Vierhouten
· Voorthuizen
· Vredenburg/Kronenburg